# تتابع مباشر
التتابع المباشر (أو التسلسل الموجه) هو أسلوب تسلسل من اختيار أجزاء الحمض النووي بين 1.3 و7 كيلوباسس. هذه الأجزاء طويلة جداً بحيث لا يمكن تسلسلها في تسلسل واحد حيث يتم  القراءة باستخدام أسلوب إنهاء سلسلة. يعمل هذا الأسلوب عن طريق تقسيم التسلسل الطويل إلى عدة تسلسلات قصيرة متتالية. قد تكون الفائدة من الحمض النووي إدراج بلازميد، منتج تفاعل البوليميراز المتسلسل أو جزء منه يمثل فجوة عند تسلسل الجينوم. يستخدم مصطلح (التتابع المباشر) حيث الهدف الرئيسي هو تسلسل الجينوم. ويستخدم مصطلح «تتابع الكروموسوم» بدلا من ذلك عندما يكون التسلسل معروفا ولكن لا يوجد استنساخ للجين. على سبيل المثال، قد يكون موجودا الجين لمرض بالقرب من علامة محددة مثل تقييد طول جزء متعدد الأشكال على التسلسل.
يتم تسلسل الجزء الأقصر أولاً. يتم تنفيذ التسلسل من كل طرف باستخدام إما البادئات العالمية أو المصممة خصيصًا. يجب أن يحدد ذلك أول 1000 قاعدة أو نحو ذلك. من أجل التسلسل الكامل لمنطقة الاهتمام، وتصميم وتركيب البادئات الجديدة (مكمل للقواعد العشرين النهائية للتسلسل المعروف) ضروري للحصول على معلومات التسلسل المتجاور. 

## العملية
وفيما يلي خطوات هذه العملية العامة:
- يستخدم التتابع الذي يطابق بداية الحمض النووي لتجميع سلسلتا حمض النووي قصيرة مجاورة للتسلسل الغير معروف، بدءا من التتابع (انظر تفاعل البوليميراز المتسلسل).
- يتم ترتيب تسلسل الحمض النووي القصير الجديد باستخدام طريقة إنهاء السلسلة.
- يتم استخدام نهاية السلسلة المتسلسلة كتمهيد للجزء التالي من تسلسل الحمض النووي الطويل، وبالتالي مصطلح «التتابع».

ويمكن استخدام هذه الطريقة لتسلسل الكروموسومات بأكملها (وبالتالي «تتابع الكروموسوم»). التتابع المباشر كان أيضا الأساس لتطوير تسلسل بندقية، الذي يستخدم التمهيديات العشوائية بدلاً من تلك التي يتم اختيارها على وجه التحديد.

## انظر ايضًا
- إسقاط الصبغي